# 十進制條例
《十進制條例》（英語：Metrication Ordinance）是香港一則旨在以十進制單位取代成文法則內的非十進制單位的條例，在1976年起生效至今。

## 歷史
香港開埠前採用是中國度量衡，1841年香港開埠後同時採用英制單位。1875年，當時世界多個先進國家共同簽署了《米制公約》，推動統一單位而強化國際往來，英國則在1884年簽署公約。
不過公約簽署後，英方卻是置之不理，繼續使用國內通行的英制單位，而英屬香港政府也因而未有開展統一單位的工作。直到1965年，英國政府在英國工業界施壓下，同意「全國將來必須以公制作為唯一單位系統」。
1970年保守黨上台執政後，倫敦政府認為改制只會造成混亂，繼而無限期擱置計劃。雖則如此，香港政府在1969年開始計劃全港推行十進制。而運輸署率先在1975年訂立新交通法例，促成「淘汰英制單位路牌計劃」。

## 條文
條例分為四條條文，分別為「簡稱」、「釋義」、「行政長官可藉命令修訂條例」、「附表的修訂」。
其中在第3(1)條中指出，總督（主權移交後的行政長官）可修訂任何條例中對非十進制單位的提述，以十進制單位的提述取代。第3(2)條則指出行政長官可以禁止在某日期後採用非十進制單位等。
由此可見，法例只是針對香港法律中的其他條文，而未有規限公眾全面使用十進制。

## 立法與推行
1976年，立法局通過《十進制條例》。立法初期，香港政府部署由政府部門內部法例起步。
一年多後的1978年元旦，政府成立「度量衡十進制委員會」，在公眾教育方面製作多款海報及單張，好讓市民早日適應，致力提倡和推動香港逐步採用國際單位制。委員會也是所有十進制事宜的聯絡中心，負責就十進制計劃提供意見，並鼓勵工商機構制定和推行十進制計劃。運輸署則在1984年花費三天公眾假期，大致把所有限速標誌更換為十進制。
直至九十年代末，政府部門已全面採用公制單位，而市民也加深對十進制的認識。委員會完成使命後，於1998年1月被解散。

## 現時情況
縱然立法近半世紀，但現時並非各行各業都全面採用公制單位，尤其是街市。其實政府早在委員會成立後的6年內，就已經花費320萬預算作為宣傳經費，包括廣告和口號等。另一方面，街市不少人也改用彈弓磅，亦設立了公磅，但當時的立法局議員仍然懷疑能否達致街市全面使用十進制的目標。
到目前，香港街市、中藥材店、海味店依舊沿用「斤両制」（磅、両、斤），而樓宇銷售時也是使用「平方呎」而非「平方米」來標示單位大小，可見十進制未能在這些行業中普及。
曾任度量衡十進制委員會委員的李廣林認為，政府推行十進制只是取得部分成功，認為只有立法規定全面使用十進制才可成功改變現狀。曾任立法會議員李華明則批評，政府對推動十進制採取一種放任態度，至今成效亦不顯著，加上政府不再投放資源，猶如十進制計劃爛尾收場。當時的工商及科技局（現為商務及經濟發展局）回應指，公眾已經廣泛接受十進制，至於政策推廣則繼續由工商局負責。